# Agriculture en Afrique du Sud

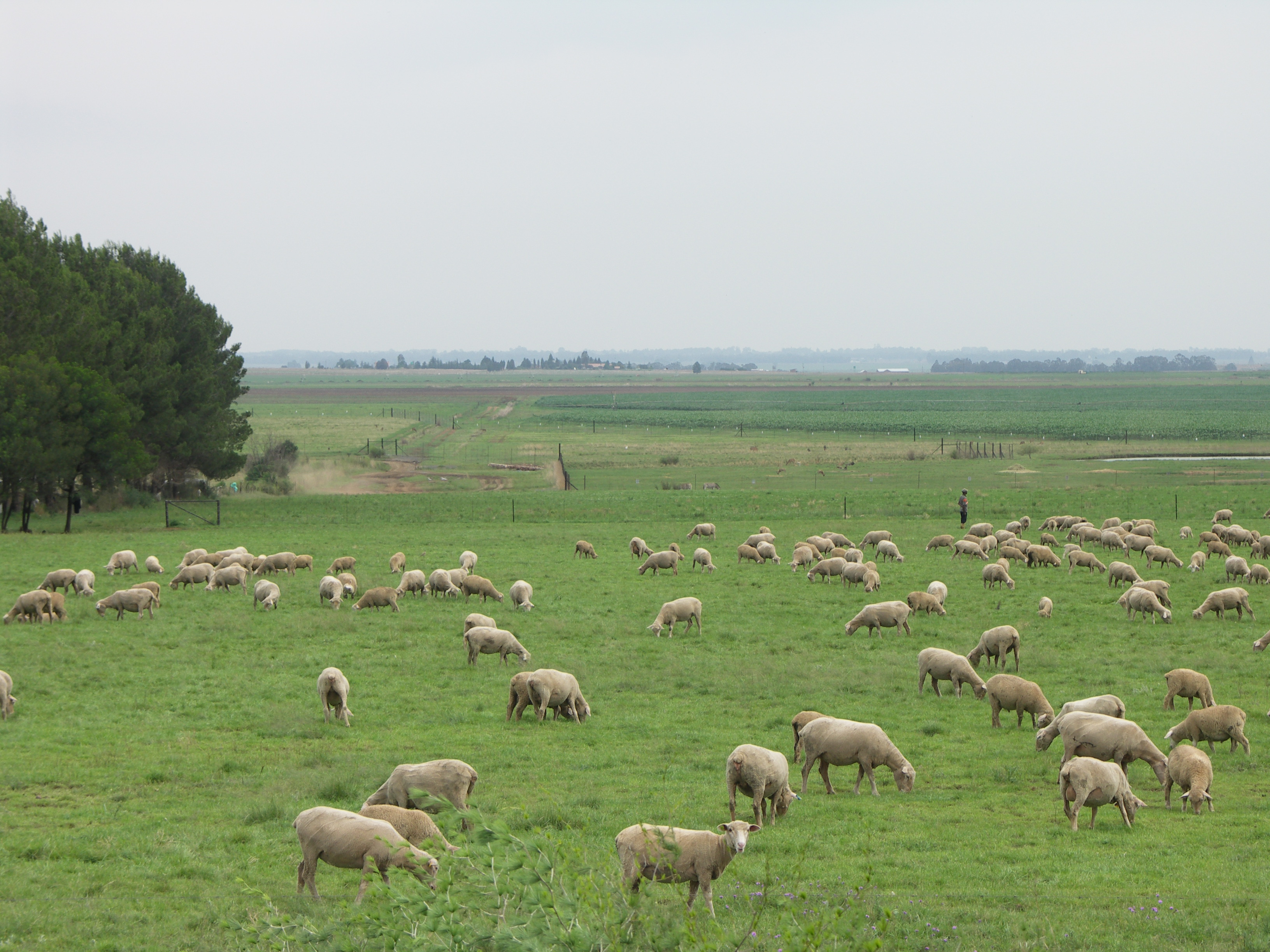
Élevage d'ovis dans la province du Gauteng.

L'agriculture en Afrique du Sud se développe tout au long du XXe siècle, grâce à une motorisation et une irrigation croissante, lui permettant d'être exportatrice nette de produits alimentaires la plupart du temps. Cependant, sa part dans le PIB a diminué passant d'environ 20 % dans les années 1930, à environ 12 % dans les années 1960 et à moins de 3 % en 2011, à cause de la croissance rapide et continue des industries minières, des industries manufacturières et au tertiaire. Le secteur agricole répond à la plupart des besoins domestiques, les principales exportations de l'Afrique du Sud sont le maïs, la laine, le sucre, l'arachide et le tabac.

## Répartition foncière
En 2013, le nombre d’exploitations agricoles détenues par des blancs sud-africains était de 39 000 (contre 60 000 en 1996) mais du fait du très modeste transfert de terre et de la fusion/concentration des exploitations ou de leur reconversion à de diverses fins commerciales (comme l'agriculture industrielle, les agrocarburants, la production de faune et le tourisme animalier ou la spéculation foncière), le pourcentage de contrôle des terres agricoles par des blancs n'a que peu évolué et baissé de moins d'un tiers depuis la fin de l'apartheid.
Selon le Land Audit report réalisé en 2017 et publié en février 2018 par le ministère du développement rural et de la réforme agraire, l'Afrique du Sud dispose de près de 122 millions d'hectares de terres arables, dont 6% environ détenus par les provinces du Cap-Oriental et du Limpopo.
Sur les 114 millions d'hectares non détenus par ces deux provinces, un peu plus de 89 millions d'hectares appartiennent à des particuliers, à des entreprises ou à des trust (soit 90% de ces terres).
Sur ces 89 millions d'hectares, près de 38 millions appartiennent à des particuliers (soit 39 % de la superficie totale des terres détenues à titre privée). Les 61 % de terres restantes se trouvent aux mains de différentes entités que ce soit des fiducies (31%), des entreprises privées (25%), notamment des sociétés minières, et des associations communautaires (4 %) sans que le profil racial de ces structures soit précisé. Ainsi le roi des Zoulous, Goodwill Zwelithini kaBhekuzulu, dirige-t-il un trust (Ingonyama) contrôlant les terres qui étaient autrefois celles du bantoustan du KwaZulu soit 2,8 millions d’hectares (32 % de la superficie de la province du KwaZulu-Natal) sur lesquels résident 4,5 millions de personnes ,.
Sur les quelque 38 millions d'hectares appartenant à des particuliers (39% des terres), 37 millions d'hectares sont des fermes ou des exploitations agricoles.
Sur ces 37 millions d'hectares exploités (39% des terres), environ 26,6 millions d'hectares appartiennent à quelque 36 000 blancs (soit 72 % de ces terres), tandis que les coloureds n'en possèdent qu'un peu plus de 5 millions d'hectares (15%) suivis des indiens (2 millions d'hectares soit 5%) et des noirs (1,3 million d'hectares soit 4%), le reste des terres cultivables étant réparti entre différentes communautés en copropriété,.
Afriforum, important lobby de défense des Afrikaners, affirme pour sa part que 24 % des terres sud-africaines appartiennent à l'État et 34,5 % à des Noirs.

## Géographie
La production agricole souffre de sécheresses cycliques dès le XVIIe siècle, une large partie occidentale du pays est ainsi semi-désertique. Les zones de précipitations régulières et abondantes se situent le long du littoral dans le Cap-Occidental et surtout dans le KwaZulu-Natal. Le reste du pays est relativement sec, et une grande partie de la province du Cap, caractérisé par le Karoo ne convient que pour l'élevage extensif d'ovins

## Ouvriers agricoles
En 2018, 30 000 fermes commerciales emploient environ 840 000 ouvriers agricoles. Les conditions de vie de ces derniers sont souvent difficiles ; beaucoup vivent dans des taudis dépourvus d'eau courante. Le salaire mensuel est compris entre 1 500 et 3 000 rands (90 à 185 euros), en dessous du salaire minimum, fixé à 3 500 rands (215 euros) en janvier 2019. La directrice de l'association pour l'avancement rural, Laurel Oettle, souligne que « les saisonniers n'ont pas de revenus pendant des mois. Certains sont parfois payés en produits agricoles. Les cas d'abus sexuels sont nombreux. L'accès aux tombes des ancêtres donne lieu à des conflits avec les propriétaires des terres. »

## Production

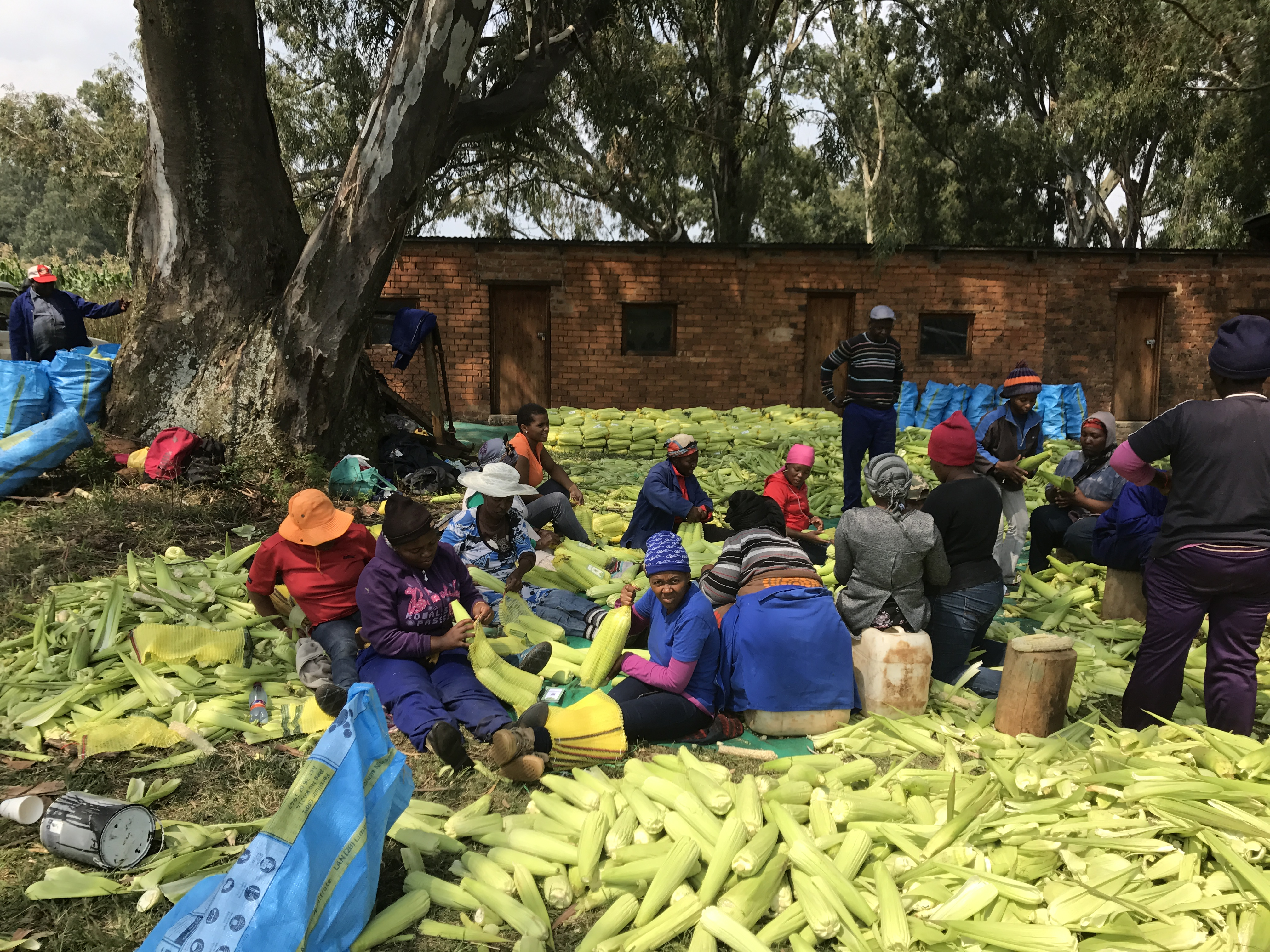
Nettoyage et ensachage du maïs.

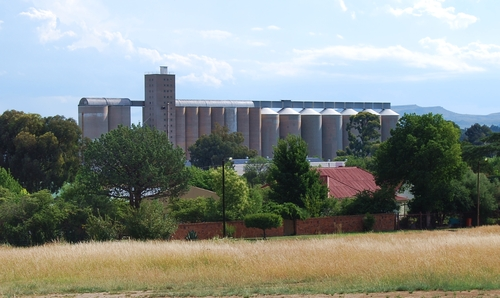
Silo à grain dans l'État-Libre.

En 2018, l'Afrique du Sud a produit:
- 19,3 millions de tonnes de canne à sucre (14e producteur mondial);
- 12,5 millions de tonnes de maïs (12e producteur mondial);
- 1,9 million de tonnes de raisin (11e producteur mondial);
- 1,7 million de tonnes d'orange (11e producteur mondial);
- 397 000 tonnes de poire (7e producteur mondial)
- 2,4 millions de tonnes de pomme de terre
- 1,8 million de tonnes de blé
- 1,5 million de tonnes de soja
- 862 000 tonnes de graines de tournesol
- 829 000 tonnes de pomme
- 726 000 tonnes d'oignon
- 537 000 tonnes de tomate
- 474 000 tonnes de citron
- 445 000 tonnes de pamplemousse
- 444 000 tonnes de banane
- 421 000 tonnes d'orge
- en plus de petites productions d'autres produits agricoles, tels que avocat, ananas, pêche, mandarine, citrouille, chou, carotte, colza, sorgho etc. [7]

### Maïs
Les cultures céréalières occupent plus de 60 % de la superficie en culture dans les années 1990. Le maïs est la principale culture du pays, en tant qu'aliment de base, en tant que source d'alimentation pour le bétail et en tant que culture d'exportation. Le maïs est cultivé commercialement dans les grandes exploitations et sur plus de 12 000 petites exploitations agricoles, principalement dans le Nord-Ouest, le Mpumalanga, l'État-Libre, et les provinces du KwaZulu-Natal. La production de maïs génère au moins 150 000 emplois dans les bonnes années avec une production de 10 millions de tonnes. Un hectare donne environ une production de 10 tonnes par an.

### Blé
La production de blé est concentrée dans de grandes exploitations hautement mécanisées, la production a aussi connu une importante croissance durant le XXe siècle. La culture du blé se pratique essentiellement, dans le Cap-Occidental où les pluies sont assez fiables, dans l'État libre d'Orange et dans le Mpumalanga. Si le blé connait une demande locale croissante, les volumes de production restent très variables, par exemple, environ 2,1 millions de tonnes ont été produites en 1991 alors que seulement 1,3 million de tonnes l'ont été en 1992. Le pays n'est pas autosuffisant dans cette production, il doit importer régulièrement une partie de sa consommation.

### Autres
Le sorgho est cultivé dans certaines parties de l'État-Libre, ainsi que dans le Nord-Ouest mais surtout dans le Limpopo, avec une production dépassant souvent les 200 000 tonnes. Le sorgho est utilisé depuis les temps préhistoriques à des fins alimentaires et de brassage. L'orge est également cultivé, principalement dans le Cap-Occidental, avec près de 300 000 tonnes d'orge produites en 1995.
L'Afrique du Sud produit aussi des haricots, du soja mais aussi des arachides et des graines de tournesol. La production annuelle de ces cultures varie sensiblement d'année en année, bien que l'Afrique du Sud est généralement capable de répondre à ces besoins domestiques en huiles végétales tout en exportant. Le pays produit marginalement également du coton, du sisal.
L'Afrique du Sud produit de 4 à 7000 tonnes de thé par an, essentiellement du thé noir CTC et du thé vert. Les plantations occupent plus de 4000 hectares.

### Fruits

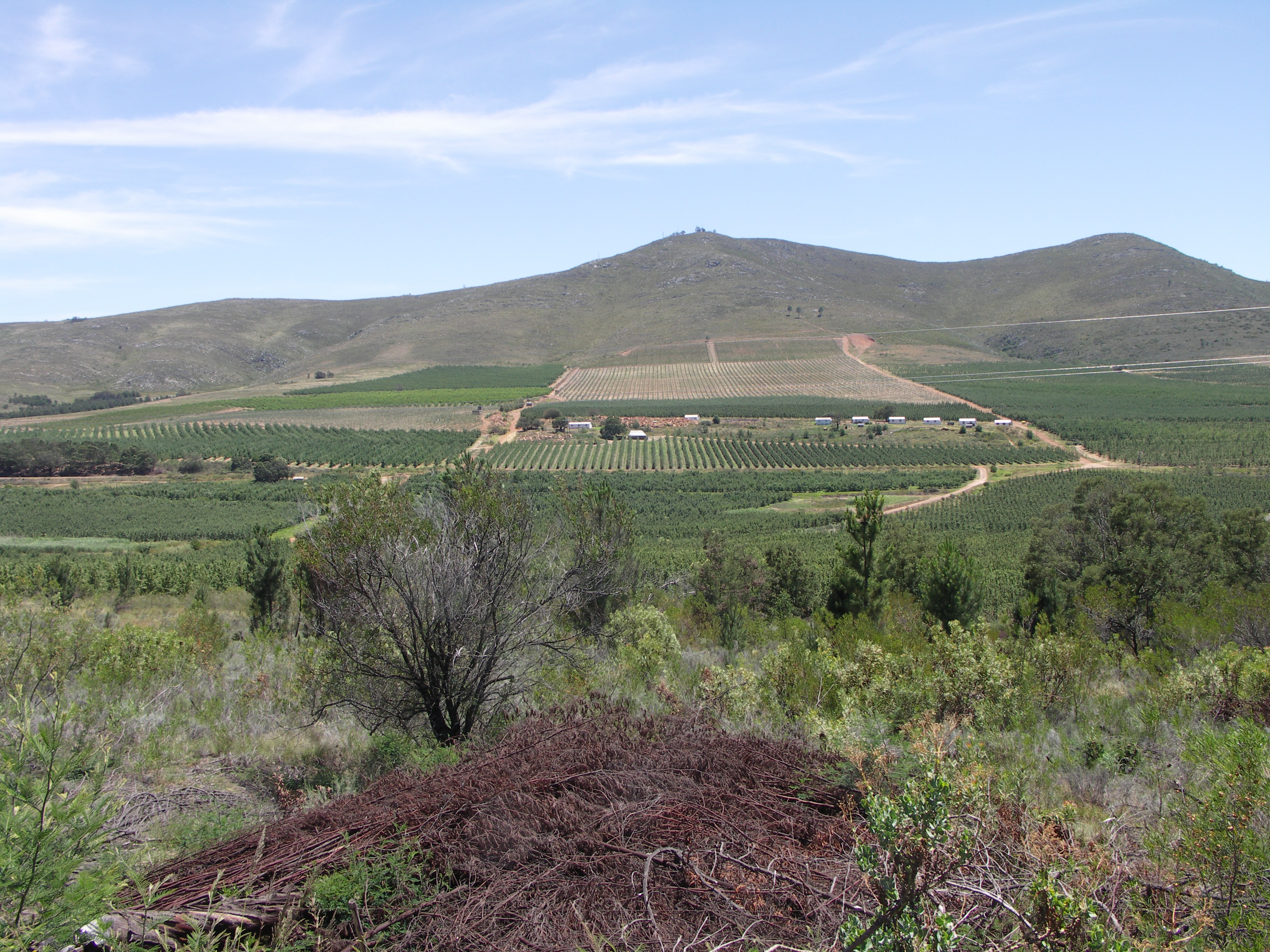
Vergers dans la vallée de Langkloof.

Les fruits, y compris le raisin pour la viticulture, représentent certaines années environ 40 % des recettes d'exportation agricole. Ces fruits se retrouvent souvent sur les marchés européens et américains en contre-saison. Les pommes, les poires et les pêches sont principalement cultivées dans les régions du Cap-Occidental et du Cap-Oriental, où les hivers froids et des étés secs fournissent des conditions idéales pour ces cultures. Près de 1 million de tonnes de ces fruits sont ainsi produites chaque année au début des années 1990.

### Fruits tropicaux

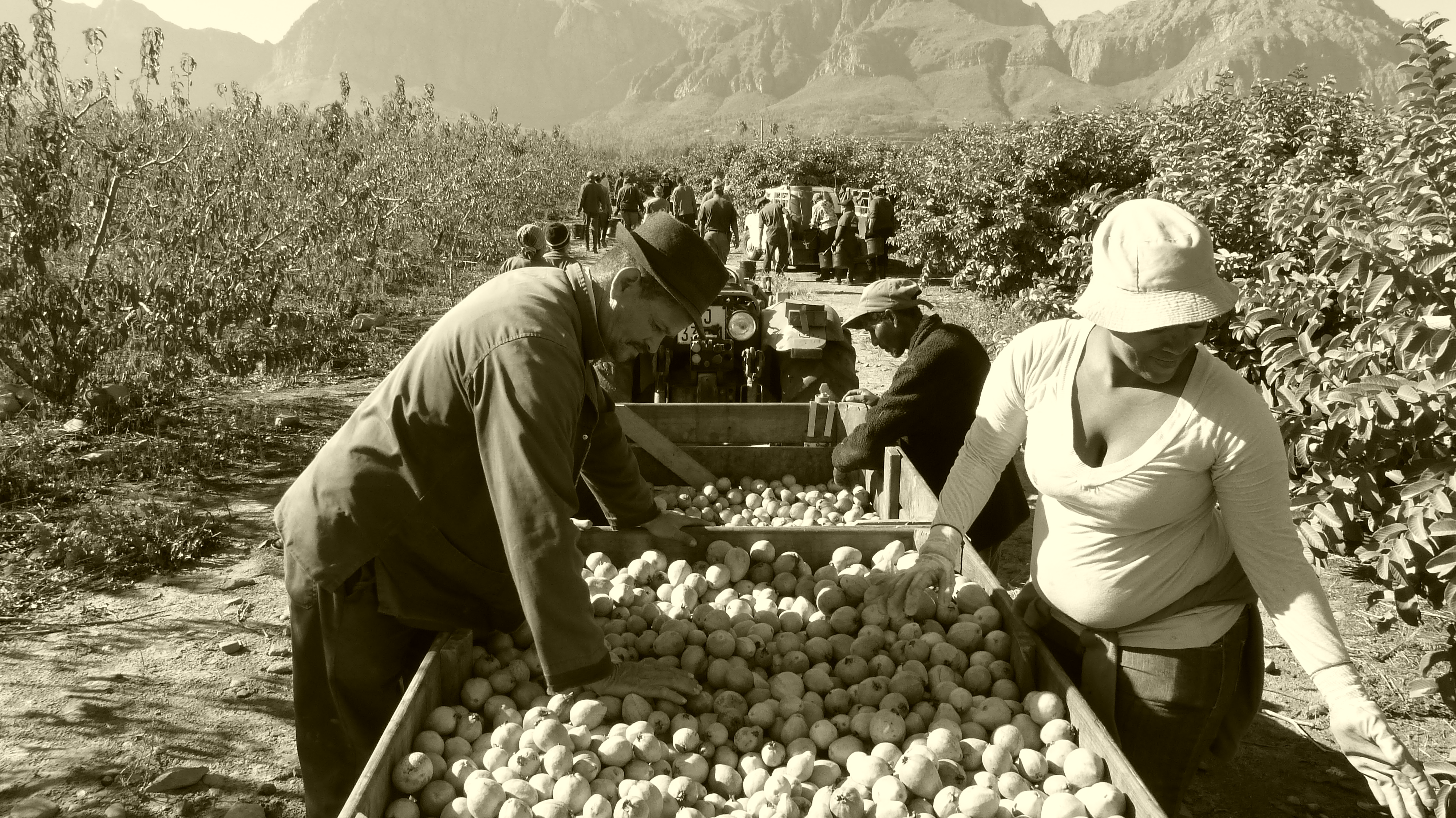
Récolte des goyaves dans la vallée de Paarl.

Les ananas sont cultivés, principalement dans le Cap-Oriental et le KwaZulu-Natal. Les fruits tropicaux, surtout les bananes, les avocats et les mangues ont vu également leur production augmenter, en particulier dans le nord-est et dans certaines régions côtières. Plus de la moitié de la production d'agrumes est exportée, avec plus de 40 millions de cartons de fruits d'agrumes exportés en 1994.

### Raisin
Plus de 1,5 million de tonnes de raisins sont produites en Afrique du Sud. La viticulture remonte dans le pays au XVIIe siècle, avec l'immigration de français huguenots. Plus de 100 000 hectares de terre sont plantés en vignes, centrés principalement dans le Cap-Occidental. Plusieurs petits vignobles se trouvent également dans le Cap-du-Nord, l'État-Libre et de la province du Nord. La fin des sanctions internationales contre l'Afrique du Sud a entraîné une augmentation spectaculaire de la demande mondiale pour les vins sud-africains entre 1994 et 1995.

### Canne à sucre
La canne à sucre est aussi une culture d'exportation importante, l'Afrique du Sud est le dixième producteur mondial de sucre. La canne à sucre a d'abord été cultivée en milieu du XIXe siècle dans le Natal. La production est actuellement essentiellement située dans cette région, mais la canne à sucre est également cultivée dans le Mpumalanga où elle nécessite alors de l'irrigation de par les précipitations faibles et irrégulières. Les terres en culture de canne à sucre ont augmenté de façon constante, l'industrie estime qu'elle a produit plus de 16 millions de tonnes de canne à sucre en 1994.

## Histoire

### Distribution des terres agricoles
Les questions relatives à la propriété et répartition des terres remontent à la fondation de la Colonie du Cap en 1652. Il en résulte notamment plusieurs guerres de frontières (guerres cafres) le siècle suivant.
Jusque là relevant de la politique de chaque colonie ou république d'Afrique australe, le sujet se nationalise en 1910, après la fondation de l'Union de l'Afrique du Sud.
En 1913, le Natives Land Act vient limiter la propriété foncière des personnes noires à 7 % du territoire. La loi créait alors un système de tenure qui prive la majorité des habitants de leurs droits sur leur propre terre. Plus d'un million de personnes sont alors concernées. La Cour suprême bloqua cependant son application plusieurs années, la considérant comme inconstitutionnelle dans la colonie du Cap (où les « indigènes » et les métis du Cap disposent de droits spécifiques par rapport aux autres provinces dont la franchise électorale du Cap). Les terres considérées comme appartenant aux autochtones ne représentaient pourtant initialement que moins de 10 % du territoire de l'Union. La surface fut ensuite étendue à 13 % (Native Trust and Land Act de 1936), alors que les intéressés représentaient 67 % de la population. En tout, quatre millions de paysans allaient perdre les terres qu'ils possédaient encore et devenir généralement métayers ou mineurs, une main d’œuvre peu coûteuse pour les propriétaires.
À la fin de l'apartheid en 1994, les fermiers blancs et les sociétés contrôlées par les blancs détenaient encore 85 % des terres arables. Ces exploitations détenaient en moyenne 1 300 hectares, alors que les fermes noires en moyenne ne comptaient que 5,2 hectares. Ainsi de très nombreuses exploitations agricoles noires de par leurs tailles nécessitaient une multiactivité pour être rentables. Dans le milieu des années 1990, il s'est ainsi fait sentir le besoin d'une réforme agraire pour l'élargissement de la propriété foncière aux populations noires.
La politique mise alors en place par le gouvernement d'unité nationale, tournée vers la libéralisation de l’agriculture commerciale, a renforcé une production avantageant les industries agro-alimentaires et de nombreux propriétaires fonciers blancs, supprimant au passage les subventions publiques qui avaient permis sous l'apartheid à de petits agriculteurs blancs de ne pas faire faillite, accélérant aussi les politiques de concentration et de « rationalisation » du secteur. Or, le congrès national africain avait promis aux populations noires de redistribuer 30% des terres privées détenues par des blancs ou confisquées sous l'apartheid et de sécuriser la tenure foncière. La réforme mise en place, qui fut finalement un échec, s'organisait autour de l’achat de fermes privées blanches au prix du marché et s'était finalement orientée vers le soutien à des sélections de fermiers noirs ayant la capacité de s’intégrer dans le secteur agricole commercial. Ainsi, si moins de 8% des terres furent transférées en 20 ans, la moitié de ces terres fut ensuite revendue à des exploitants blancs alors que la demande de terre, par les ouvriers agricoles noirs notamment, demeure très importante et inassouvie. En plus du manque de volonté de l'Etat et des insuffisances fonctionnelles des gouvernements locaux, l'hostilité de nombreux fermiers blancs, très organisés, a contribué également à l'échec de cette première réforme agraire. Le plan de réforme agraire a été prorogé jusqu'en 2025.
En mars 2018, le Parlement sud-africain adopte un texte permettant une révision de la Constitution sud-africaine afin d'autoriser l’expropriation des terres sans compensation financière pour les redistribuer aux Sud-Africains noirs. En août 2018, le gouvernement sud-africain a commencé à prendre deux terres agricoles appartenant à des blancs en déposant des documents visant à acquérir les fermes via un domaine éminent pour un dixième de leur valeur estimée, qui, dans un cas, est basée sur la valeur possible lorsque la ferme est transformée en un éco-domaine.
En juillet 2019, les conclusions d'un rapport demandé par le Président Ramaphosa, remettent en cause le texte adopté par le Parlement sur les saisies de terres agricoles et qui, à terme, est censé modifier l'article 25 de la Constitution. Est notamment mise en cause l'expropriation générale des propriétaires sans tenir compte de la variété des situations. Pour les experts qui ont rédigé le rapport, « la réforme devrait fournir une typologie des situations » et proposer « des compensations adaptées » que ce soit pour les héritiers d'une propriété, les propriétaires de terrains achetés après 1994, les familles pour qui ces terres sont le principal moyen de subsistance, les détenteurs à titre spéculatif ou encore les « grands propriétaires institutionnels qui ont d'importants portefeuilles immobiliers ». Outre la préconisation d'un fonds pour aider les agriculteurs noirs, le rapport propose d'élargir la nouvelle loi aux zones urbaines et vise les terrains et bâtiments urbains vacants, sous-utilisés ou utilisés de manière inefficace. Le sujet est toujours en cours de débat.
Le gouvernement sud-africain publie son projet de loi le 11 octobre 2020. Le texte se concentre sur la question de l’expropriation sans compensation, mesure la plus controversée. La ministre des Travaux publics, Patricia de Lille, s’est voulue très rassurante pour apaiser les investisseurs. La mesure ne devrait pouvoir s’appliquer que dans des cas d’abandon des terres, de spéculation, ou s’il y a un risque sanitaire. Enfin, la décision finale reposera entre les mains des tribunaux. Le texte apparait ainsi comme une version beaucoup plus modérée que ce que réclamait les Combattants pour la liberté économique, le parti de gauche radicale qui pousse pour une nationalisation des terres. Un tribunal spécialisé dédié à ces questions, composé de 5 juges, et assorti d’une cour d’appel, devrait être constitué avec les mêmes pouvoirs que les hautes cours de justice du pays. Le projet de loi constitutionnel, visant à modifier la protection du droit de propriété, est cependant rejeté en décembre 2021 par le parlement, faute de majorité qualifiée des deux tiers des députés pour l'adopter. Le texte, chargé de définir le cadre législatif de l'expropriation sans indemnisation, repart alors en discussion.
Finalement, le 23 janvier 2025, le président Cyril Ramaphosa signe une loi, adoptée par le Parlement à la veille des élections générales sud-africaines de 2024, détaillant les mécanismes permettant de mettre en œuvre des expropriations, notamment pour une « compensation nulle » sous certaines conditions très strictes. Selon l'analyste Annelize Crosby, responsable du département légal de la Chambre de commerce agricole sud-africaine, la « portée de la loi est très limitée ». Elle pourrait servir à expulser les propriétaires d’immeubles abandonnés ou exploités par des marchands de sommeil dans les centres-villes et moins à mettre en œuvre une réforme agraire en raison notamment des nombreuses possibilités de recours judiciaires.

## Sources
- (en) Cet article est partiellement ou en totalité issu de l’article de Wikipédia en anglais intitulé « Agriculture in South Africa » (voir la liste des auteurs).